# Гунтрамн
Гунтрамн I (фр. Gontran; близько 525 — 28 березня 593) — король франків у 561—592 роках з династії Меровінгів. Правив у Бургундії та пізніше Парижі. Син Хлотара І та Інгунди.

## Молоді роки
Брав участь у політичному та військовому житті Франкського королівства ще за часів життя свого батька. Так, у 555 р. він воював із своїм бунтівним братом Храмном поблизу Ліможа та Клермона.

## Розділ Франкського королівства 561 року

Розділ Франкського королівства після смерті Хлотара ІІ (561)

Після смерті Хлотара І брат Гунтрамна Хильперік заволодів значною частиною державної скарбниці та, підкупивши впливових франків, намагався заволодіти більшою частиною Франкського королівства, зробивши своєю резиденцією Париж. Проте проти нього об'єднались Гунтрамн з іншими братами — Харібертом і Сігібертом. Вони вигнали Хильперіка з Парижа. Після цього розподіл королівства відбувся за жеребом, а в його основу було покладено розділ 511 року. Харіберт отримав володіння Хільдеберта зі столицею в Парижі, Гунтрамн — Хлодомира в Орлеані, Сігіберт — Теодоріха в Реймсі, Хильперік — свого батька Хлотара в Суассоні.
Слід відзначити, що розділи 511 та 561 років не були рівнозначними, оскільки за 50 років до Франкського королівства були приєднані значні нові території. Гунтрамн отримав великі території Бургундії, тому поступився західною частиною Орлеанського королівства з містами Шартр, Тур, Пуатьє на користь Харіберта. Землі Сігіберта охоплювали володіння алеманів, а також деякі міста в Провансі (Марсель, Авіньйон), тож він також передав Харібертові частину володінь (міста Лімож, Кагор, Альбі). Тож володіння Харіберта відтепер простягались широкою смугою від Ла-Маншу до Піренеїв. Лише Хільперик отримав порівняно невеликий уділ: територію від Суассону до Па-де-Кале, а також Тулузу.

## Участь у міжусобицях
Особливістю політики Гунтрамна щодо своїх родичів — франкських королів — було прагнення збереження чинних кордонів та обмеження міжусобних воєн. Маючи сильну армію та видатних полководців, він, тим не менш, не починав першим військові дії, проте завжди давав гідну відсіч нападникам.
Найвизначнішим воєначальником Гунтрамна та й взагалі свого часу був Євній Муммол, що вів кампанії проти лангобардів, а також Хильперіка І. У 581 році він за нез'ясованих обставин утік разом з родиною та слугами до Авіньйона, що входив до володінь Хільдеберта ІІ.

### Війна з Сігібертом у Провансі
Оскільки Прованс був поділений між Гунтрамном та Сігібертом дрібними частинами, це викликало суперечності. Приблизно у 566—568 роках мешканці Клермона та франкські дружинники на чолі з Фірміном та Адоварієм за наказом Сігіберта захопили місто Арль, що належало Гунтрамну. Мешканці міста присягнули володарю Австразії. Назустріч завойовникам виступив воєначальник Гунтрамна Цельс, який захопив Авіньйон — володіння Сігіберта — та взяв в облогу Арль. Місцевий єпископ Сабауд хитрістю вивів воїнів Сігіберта з Арля, закликавши їх стати в бій проти Цельса поблизу фортечних стін. Фірмін та Адоварій програли битву, а намагаючись повернутись до міста, наразились на організований спротив городян. Опинившись у пастці, воїни почали рятуватись втечею, перепливаючи річку Рону. Багато хто з них потонув. Після повернення Арля Гунтрамн повернув Авіньйон братові.

### Війна за спадщину Харіберта (568—577)

Франкське королівство після смерті Харіберта

По смерті Харіберта у 568 році його володіння були поділені між трьома братами. На три рівнозначні частини були розділені землі як північніше (Нейстрія), так і південніше Луари (Аквітанія). Париж розглядався як спільна столиця та не ввійшов до жодних володінь. При цьому один з королів не міг входити до міста без згоди інших.
Проте Хильперік захопив Тур і Пуатьє, що згідно з угодою повинні були відійти Сігібертові. Гунтрамн вирішив допомогти Сігібертові і його воєначальник Євній Муммол вигнав з Тура Хлодвіга — сина Хильперіка — та примусив народ присягнути Сігібертові. Далі Муммол знищив військо мешканців Пуатьє на чолі з Базилієм та Сігарієм, повернувши місто законному власнику.
Під час загострення протистояння між Сігібертом та Хильперіком у 573—575 роках виступав то на боці одного, то іншого, проте не вступав у військову боротьбу. Лише після того, як у 576 герцог Дезідерій, що був на службі у Хильперіка, просунувся далеко на південь, Гунтрамн направив Муммола проти нього. Внаслідок битви поблизу Ліможа Муммол розгромив Дезідерія. При цьому останній втратив 24 тисячі воїнів, тоді як бургундський воєначальник — лише 5 тисяч.

### Конфлікт з Австразією через Марсель

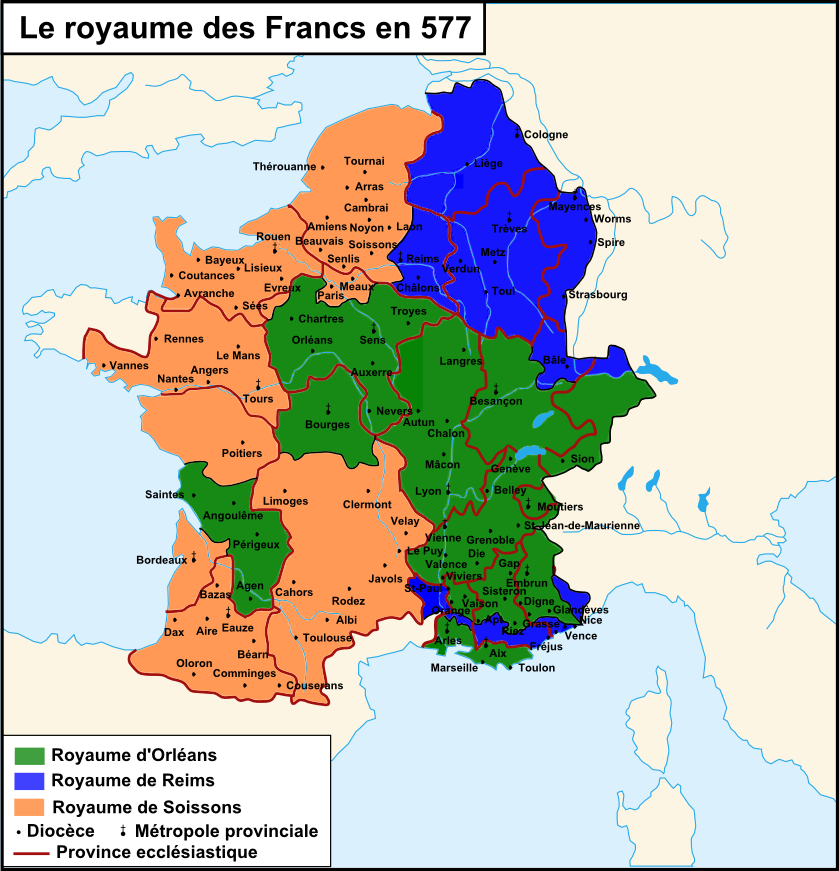
Франкське королівство у 577

Після смерті Сігіберта Бургундія на чолі з Гунтрамном та Австразія, де став правити син Сігіберта Хільдеберт II, заключили у 577 році між собою союз, вимагаючи від Хильперіка повернути незаконно захоплені території. Проте вже у 581 р. це рішення було змінено. Внаслідок переговорів між послом Австразії, єпископом реймським Егідієм, та Хильперіком був укладений союзницький договір, скріплений обміном подарунків.
Гунтрамн опинився в неоднозначній ситуації: з одного боку він захищав володіння свого малолітнього племінника Хільдеберта від можливих зазіхань Хильперіка, з іншого — до нього була вороже настроєна значна частина австразійської знаті на чолі з Егідієм. Тож франкський король Бургундії приймав у себе опальних вельмож з Австразії, сподіваючись на їхнє повернення на батьківщину після повноліття Хільдеберта.
Австразія в цей час почала вимагати повернення половини Марселя, що відійшла до Гунтрамна після вбивства Сігіберта за згодою Хільдеберта ІІ. Гунтрамн відмовився виконати вимогу, а також перекрив шляхи до свого королівства з володінь братів.
Конфлікт загострився місцевим протистоянням намісника Провансу Динамія з боку Гунтрамна та єпископа Марселя Теодора з боку Хільдеберта. Динамій намагався відсторонити Теодора від кафедри, знущався з нього та намовляв проти нього короля. Тож Гунтрамн двічі заарештовував Теодора, проте врешті-решт відпустив, не знайшовши в його діях злочину.

### Протистояння з Хильперіком І (581—584)

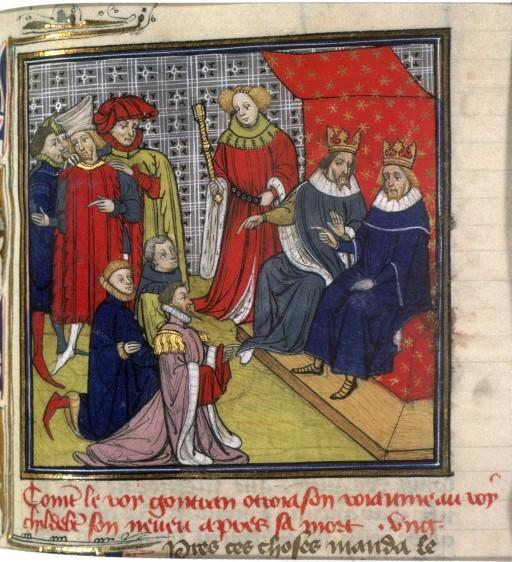
Гунтрамн і Хільдеберт

Отримавши підтримку з боку австразійської знаті, Хильперік у 581 р. розпочав бойові дії проти Гунтрамна. Війська герцога Дезідерія захопили міста Періге та Ажен у Центральній Аквітанії. Герцог Рагновальд — намісник Гунтрамна — був розбитий.
З цього часу стосунки між братами загострились. У 582 р. справа ледь не дійшла до масштабної війни, коли піддані Гунтрамна вбили прикордонну сторожу Хильперіка на річці Орж. Лише вибачення Гунтрамна припинили збір війська Хильперіком.
Нарешті у 583 р. Хильперік зважився на рішучі дії. Отримавши від єпископа Егідія підтвердження союзницьких відносин з Австразією, він розпочав бойові дії у володіннях Гунтрамна. Герцоги Берульф, Дезідерій і Бладаст з різних сторін оточили Бурж, а Хильперік виступив через Париж до фортеці Мелен. Під загрозою з двох боків опинилась резиденція Гунтрамна Орлеан. Мешканці Буржа та околиці змогли виставити проти Хильперіка військо у 15 тис. вояків. Біля фортеці Шатомеян відбулась запекла битва, в якій з обох боків загинуло не менше 7 тис. воїнів. Війська герцогів дійшли до Буржа та нещадно спустошили місцевість навколо нього. Гунтрамн на чолі великого війська в цей час виступив проти свого брата та знищив під час битви значну частину його сил. Наступного дня був заключений мир, що відновлював довоєнні кордони. Той, хто порушить умови договору, мав заплатити штраф.

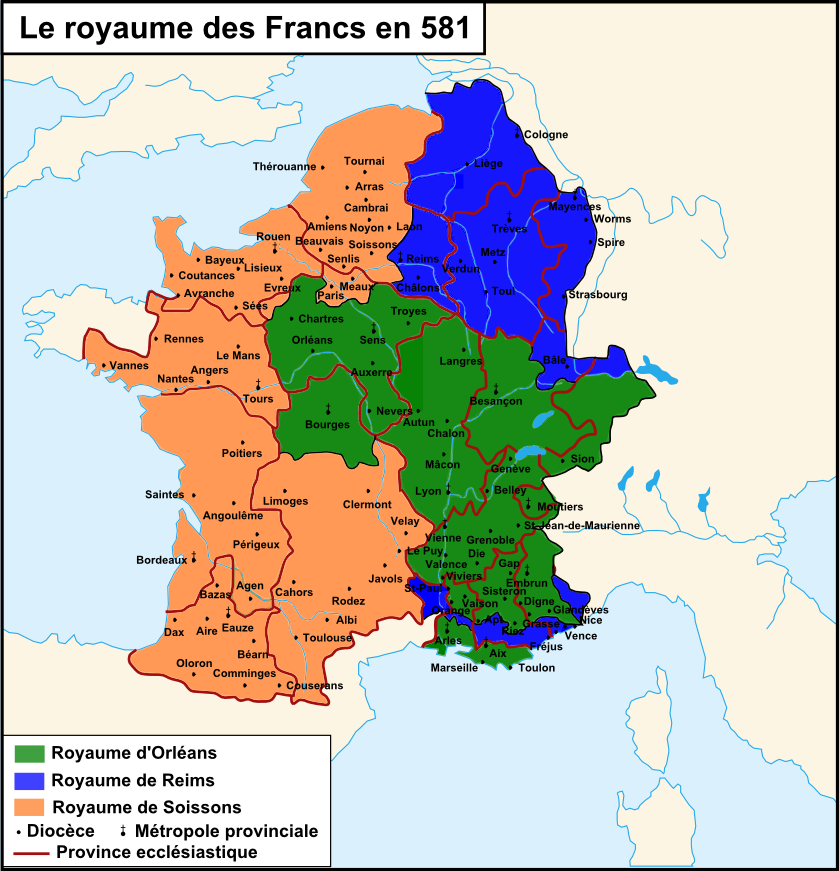
Мапа Франкського королівства у 581 р.

Маятник стосунків знову змінився у 584 р., коли Хільдеберт ІІ відновив союз із Гунтрамном. Натомість Гунтрамн повернув половину Марселя своєму племінникові.

### Гунтрамн як гарант стабільності Франкської держави
Після смерті свого брата Хильперіка І у 584 році Гунтрамн залишився єдиним живим сином Хлотара І. В Австразії королем був його чотирнадцятилітній племінник Хільдеберт ІІ, хоча насправді країною керували франкські аристократи. У Парижі залишився чотиримісячний син Хильперіка Хлотар разом зі своєю матір'ю Фредегондою. Тож Гунтрамн виступив гарантом прав своїх племінників. Прибувши до Парижу, він затвердив владу Хлотара ІІ у західній частині Франкського королівства та відкинув усі претензії австразійської знаті, що бажали отримати частину володінь Хильперіка та жадали видачі їм Фредегонди, яку звинувачували у багатьох вбивствах. Виступивши в паризькій церкві, Гунтрамн закликав народ Франкського королівства не чинити на нього замахів з метою збереження цілісності держави.

### Анделотська угода
У 587 р., щоб закріпити власне політичне домінування, а також зміцнити єдність Франкської держави, Гунтрамн підписав разом з Хільдебертом ІІ, якому виповнилось 17 років, Анделотську угоду. Згідно з нею між Австразією та Бургундією проголошувалась вічна дружба та взаємне успадкування престолу у разі бездітності одного з правителів (фактично цим кроком Гунтрамн визнав Хільдеберта своїм спадкоємцем). Було проведено кінцевий розподіл королівства Харіберта. Сторони зобов'язувались не переховувати на своїй території бунтівників з іншої країни.

## Внутрішня політика
Григорій Турський загалом позитивно оцінює діяльність Гунтрамна, називаючи його «добрим та схильним до співчуття».
Гунтрамн, проводячи свою політику, намагався спиратись на католицьку церкву та її ієрархів. Призначення та звільнення у церковній ієрархії він погоджував із церковними соборами. За його ініціативою у 573 р. відбувся собор франкських єпископів у Парижі, метою якого було примирення королів у міжусобній боротьбі. Проте рішення собору не були реалізовані.
Після смерті свого брата Хильперіка Гунтрамн, перебуваючи в Парижі, відмінив багато рішень померлого, що обмежували права та привілеї церкви. Зокрема, було повернуто церковне майно, що було незаконно присвоєне можновладцями. Знову було дозволено відписувати церкві спадок.
Характерним для Гунтрамна був випадок, коли у 584 р. після смерті бурзького єпископа Ремігія він відкинув прохання призначити на його місце тих людей, що хотіли цього домогтися за допомогою хабара. Гунтрамн заявив тоді, що не має звички продавати єпископство за гроші.

## Зовнішня політика

### Війни з лангобардами
У першій половині 570-х років вів війни з лангобардами, які незадовго до того захопили значну частину Італії. Спочатку до Південної Бургундії та Провансу вторглись три лангобардських герцоги — Амо, Забан і Родан. Амо розбив військовий табір під Маноском та поступово підкорив сусідні міста аж до Марселю. Родан взяв в облогу Гренобль, але був розбитий Євнієм Муммолом і втік до Забана. Забан у цей час тримав в облозі Валанс. Дізнавшись від Родана про наближення франків, він полишив облогу. Під час відступу їх наздогнав Моммул та знищив частину їхнього війська. Лангобардів переслідували аж до меж Італії. Амо, дізнавшись про відступ Родана і Забана, також полишив свій табір та відступив до Італії.
Невдовзі військо франків вдерлось до Північної Італії та захопило прикордонну фортецю Анагній на півночі від Трента. Лангобардський герцог Рагіло на знак помсти за це розграбував фортецю, проте на зворотному шляху зустрівся з військом франків та був розбитий. Франки тимчасово захопили Трент, проте були розбиті герцогом Трента Евіном та втратили контроль над захопленою територією.

### Відносини зі свевами
У 580 володар свевів Мір направив до Гунтрамна своїх послів, намагаючись отримати його підтримку у війні, яку він вів з вестготами. Проте Хильперік затримав їх на своїй території біля Пуатьє та утримував у Парижі.

### Війни з вестготами
У 585 році Гунтрамн оголосив війну Вестготському королівству. Можливо, через те, що вестготи саме тоді захопили Державу свевів у Галісії, правитель якої шукав союзу з Бургундією. Франкське ввійсько ввійшло до Септиманії, дійшло до Каркассону. Проте через неузгодженість дій воєначальників похід перетворився на масові грабунки та плюндрування. Не отримавши жодного результату, армія Гунтрамна повернулась додому. Як помсту за це син короля вестготів Реккаред I здійснив рейд на територію франків. Він захопив фортеці Кабаре та Бокер, спустошив регіон Тулузи, проте повернув назад і зупинився у власній фортеці Нім.
У 586 році вестготи двічі присилали своїх послів з метою підписати мирну угоду, проте Гунтрамн не давав позитивної відповіді. Тоді Реккаред, що став вже королем, здійснив новий рейд у Південну Галлію.

## Родина
Гунтрамн мав багато офіційних та неофіційних дружин. Від однієї з наложниць — Венеранди — мав сина Гундобада. Пізніше одружився з Маркатрудою. Після народження від короля власного сина Маркатруда таємно отруїла Гундобада, проте невдовзі сама втратила дитину. Нарешті, Гунтрамн одружився з Австрігільдою, яка народила двох синів — Хлотара та Хлодомера. Проте у 577 році обидва сини померли від невідомої хвороби, а Гунтрамн залишився бездітним.
Після смерті Харіберта одна з його дружин Теодегільда попросила, щоб Гунтрамн одружився з нею, на що той погодився. Проте, коли вона прибула до Бургундії, Гунтрамн відібрав її скарби, а її віддав до монастиря в Арлі.
Помер Гунтрамн, на відміну від двох інших братів, власною смертю у 592 році. Був канонізований у католицизмі за допомогу церкві та миролюбну політику.